# Rhönrad-Weltmeisterschaft 2016
Die Rhönrad-Weltmeisterschaft 2016 fand vom 19. bis zum 26. Juni in Cincinnati (USA) statt. Die Wettkämpfe wurden in der Turnhalle der Mount St. Joseph Universität durchgeführt. Insgesamt nahmen 120 Sportler aus 15 verschiedenen Nationen teil. Besonders erfolgreich war die Delegation von Deutschland, welche mehr als die Hälfte der vergebenen Medaillen gewann. Außerdem hatten sie auf jedem Podest mindestens jemanden.

## Zeitplan
Cyr ist mit kursiv markiert.
| Mo 20 Juni  | Eröffnungsfeier                                        |
| Di 21 Juni  | Qualifikationen Mehrkampf Seniorinnen                  |
| Mi, 22 Juni | Mehrkampf Juniorinnen Cyr: Technisches Programm Frauen |
| Do 23 Juni  | Cyr: Freies Programm Finale Mehrkampf Erwachsen        |
| Fri 24 Juni | Cyr Finale Team Finale                                 |
| Sa 25 Juni  | Finale Einzeldisziplinen                               |

## Ergebnisse Cyr (Freies Programm)
Quelle: 
| Platz | Land               | Athlet        | Punkte |
| ----- | ------------------ | ------------- | ------ |
| 1     | Kanada             | Justin Buss   | 25,70  |
| 2     | Deutschland        | Hauke Narten  | 24,25  |
| 3     | Vereinigte Staaten | Bobby Cookson | 21,95  |

| Platz | Land        | Athlet          | Punkte |
| ----- | ----------- | --------------- | ------ |
| 1     | Deutschland | Kassandra Geyer | 23,20  |
| 2     | Deutschland | Jule Petsch     | 22,90  |
| 3     | Japan       | Sarasa Mori     | 21,95  |

## Ergebnisse Senioren
Quelle: 

### Herren
| Platz | Land        | Athlet             | Punkte |
| ----- | ----------- | ------------------ | ------ |
| 1     | Japan       | Yasuhiko Takahashi | 11,80  |
| 2     | Deutschland | Marcel Schawo      | 11,70  |
| 3     | Österreich  | Alexander Müller   | 11,60  |

| Platz | Land        | Athlet           | Punkte |
| ----- | ----------- | ---------------- | ------ |
| 1     | Deutschland | Marcel Schawo    | 11,40  |
| 2     | Japan       | Motonobu Tamura  | 9,70   |
| 3     | Österreich  | Alexander Müller | 9,20   |

| Platz | Land        | Athlet             | Punkte |
| ----- | ----------- | ------------------ | ------ |
| 1     | Japan       | Motonobu Tamura    | 10,30  |
| 2     | Japan       | Yasuhiko Takahashi | 10,15  |
| 3     | Deutschland | Marcel Schawo      | 9,65   |

| Platz | Land        | Athlet             | Gerade | Spirale | Sprung | Total |
| ----- | ----------- | ------------------ | ------ | ------- | ------ | ----- |
| 1     | Deutschland | Marcel Schawo      | 11,70  | 11,20   | 9,95   | 32,85 |
| 2     | Japan       | Motonobu Tamura    | 10,65  | 10,65   | 10,40  | 31,70 |
| 3     | Japan       | Yasuhiko Takahashi | 11,30  | 8,35    | 10,70  | 30,35 |

### Damen
| Platz | Land        | Athletin             | Punkte |
| ----- | ----------- | -------------------- | ------ |
| 1     | Deutschland | Kira Homeyer         | 11,80  |
| 1     | Deutschland | Lilia Lessel         | 11,80  |
| 3     | Schweiz     | Cheyenne Rechsteiner | 11,15  |

| Platz | Land        | Athletin             | Punkte |
| ----- | ----------- | -------------------- | ------ |
| 1     | Deutschland | Yana Looft           | 11,55  |
| 2     | Deutschland | Lilia Lessel         | 11,20  |
| 3     | Schweiz     | Cheyenne Rechsteiner | 11,00  |

| Platz | Land        | Athletin     | Punkte |
| ----- | ----------- | ------------ | ------ |
| 1     | Deutschland | Lilia Lessel | 9,20   |
| 2     | Deutschland | Sarah Metz   | 8,75   |
| 3     | Schweiz     | Edwina Huber | 8,35   |

| Platz | Land        | Athletin     | Gerade | Spirale | Sprung | Total |
| ----- | ----------- | ------------ | ------ | ------- | ------ | ----- |
| 1     | Deutschland | Lilia Lessel | 11,45  | 10,90   | 9,25   | 31,60 |
| 2     | Deutschland | Kira Homeyer | 11,30  | 10,85   | 8,65   | 30,80 |
| 3     | Deutschland | Yana Looft   | 11,70  | 10,85   | 6,95   | 29,70 |

## Ergebnisse Junioren
Quelle: 

### Junioren
| Platz | Land        | Athlet       | Punkte |
| ----- | ----------- | ------------ | ------ |
| 1     | Deutschland | Milan Lessel | 11,25  |
| 2     | Deutschland | Kevin Kelm   | 10,90  |
| 3     | Deutschland | Luca Christ  | 10,55  |

| Platz | Land               | Athlet         | Punkte |
| ----- | ------------------ | -------------- | ------ |
| 1     | Deutschland        | Luca Christ    | 10,25  |
| 2     | Deutschland        | Milan Lessel   | 9,30   |
| 3     | Vereinigte Staaten | Jackson Masada | 8,20   |

| Platz | Land        | Athlet           | Punkte |
| ----- | ----------- | ---------------- | ------ |
| 1     | Deutschland | Luca Christ      | 9,20   |
| 2     | Deutschland | Nico Weiss       | 8,55   |
| 2     | Niederlande | Olivier Bastinck | 8,55   |

### Juniorinnen
| Platz | Land        | Athletin         | Punkte |
| ----- | ----------- | ---------------- | ------ |
| 1     | Israel      | Noa Dery         | 11,85  |
| 1     | Deutschland | Noga Divone      | 11,80  |
| 3     | Deutschland | Caroline Schulze | 11,75  |

| Platz | Land        | Athletin       | Punkte |
| ----- | ----------- | -------------- | ------ |
| 1     | Niederlande | Sannah Boer    | 9,45   |
| 2     | Israel      | Noga Divone    | 9,35   |
| 2     | Deutschland | Karina Peisker | 9,35   |

| Platz | Land        | Athletin         | Punkte |
| ----- | ----------- | ---------------- | ------ |
| 1     | Deutschland | Caroline Schulze | 8,80   |
| 2     | Israel      | Noa Dery         | 8,30   |
| 3     | Deutschland | Franka Eiche     | 8,25   |

| Platz | Land        | Athletin         | Gerade | Spirale | Sprung | Total |
| ----- | ----------- | ---------------- | ------ | ------- | ------ | ----- |
| 1     | Deutschland | Caroline Schulze | 11,65  | 9,60    | 8,60   | 29,85 |
| 2     | Israel      | Noga Divone      | 11,95  | 9,85    | 7,85   | 29,65 |
| 3     | Deutschland | Karina Peisker   | 10,90  | 10,40   | 7,70   | 29,00 |

## Ergebnisse Team
Quelle: 
| Platz | Land        | Athleten                                                                           | Punkte |
| ----- | ----------- | ---------------------------------------------------------------------------------- | ------ |
| 1     | Deutschland | Homeyer Kira, Looft Yana, Metz Sarah, Koyama Nobuhiro, Lessel Lilia, Schawo Marcel | 52,80  |
| 2     | Japan       | Takahashi Yasuhiko, Tamura Motonobu, Horiguchi Aya                                 | 52,00  |
| 3     | Schweiz     | Rechsteiner Cheyenne, Rufener Simon, Krumm Sabine, Huber Edwina, Reich Matthias    | 48,45  |
| 4     | Israel      | Armoni Inbar, Di Castro Liron, Toren Gal, Dery Noa, Davidovich Shir, Divone Noga   | 45,45  |